# Żery-Czubiki
Żery-Czubiki [ˈʐɛrɨ t͡ʂuˈbiki] est un village polonais de la gmina de Grodzisk dans le powiat de Siemiatycze et dans la voïvodie de Podlachie.

Selon le recenssement de la commune de 1921, ont habité dans le village 91 personnes, dont 75 étaient catholiques, 5 orthodoxes, et 11 judaïques. Parallèlement, tous habitants ont déclaré avoir la nationalité polonaise. Dans le village, il y avait 18 bâtiments habitables.